# مبنى البلدية (هامبورغ)

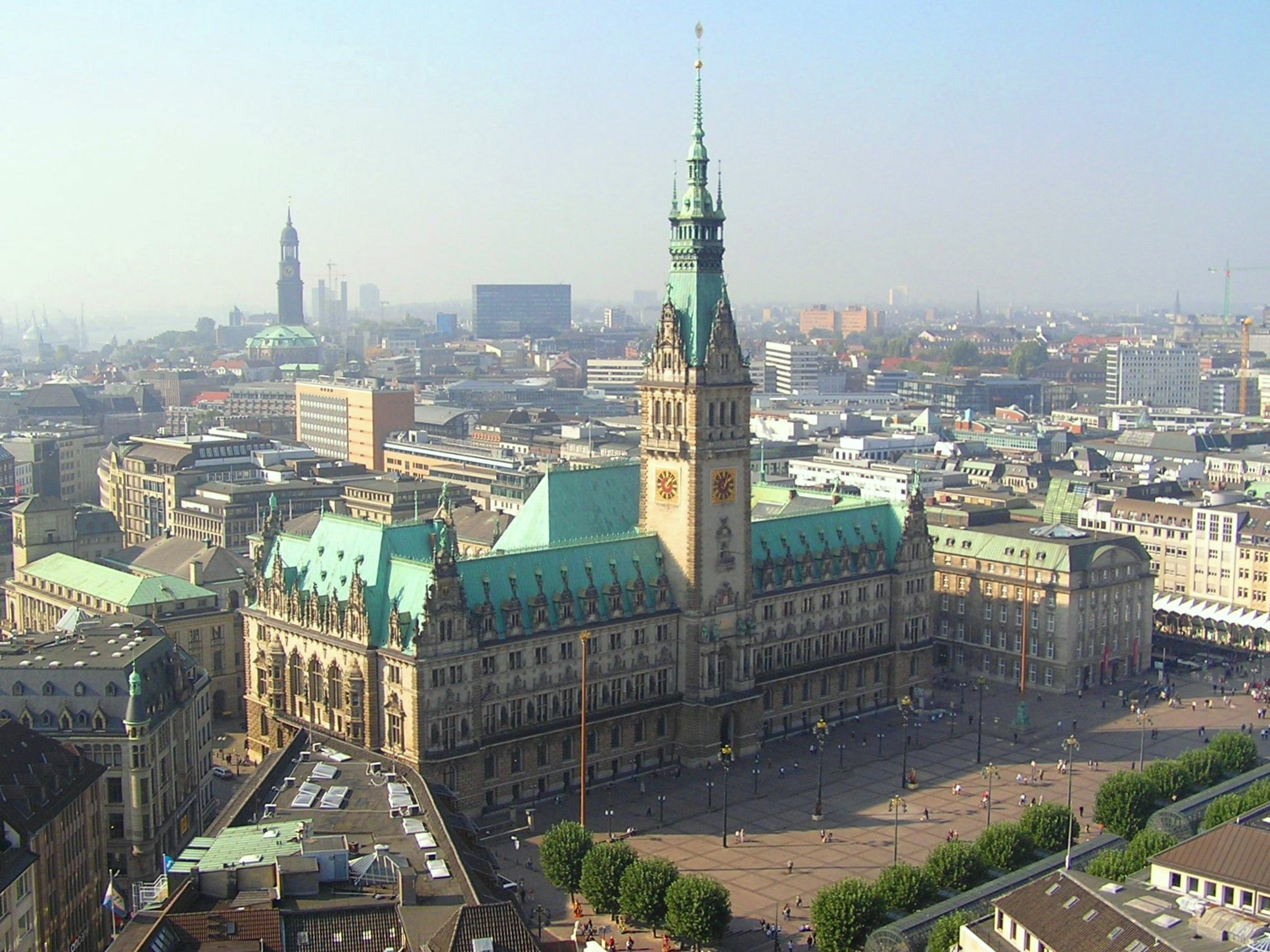
صورة لمبنى البلدية من كنيسة القديس بطرس في هامبورغ

مبنى بلدية هامبورغ (بالألمانية: Hamburger Rathaus) يعد مركز مدينة هامبورغ الألمانية ومقر السلطة السياسية فيها. المبنى ليس قديم، وإنما يرجع تاريخه إلى نهاية القرن التاسع عشر، عندما تم إعادة بناءه على طراز الرنيسانس الشمالي على يد طاقم هندسي معماري مكون من سبعة أفراد تحت إشراف مارتن هالر. شارك في تزيين واجهاته وديكوراته الداخلية حرفيون وفنانون من كل ألمانيا.
يتخذ كل من برلمان ولاية هامبورغ وحكومة هامبورغ من المبنى مقرا لهم. يقع مكتب عمدة هامبورغ (أيضا رئيس ولاية هامبورغ) فيه، وأيضا توجد مكاتب اللجان البرلمانية للأحزاب الممثلة في البرلمان. هناك ما يقارب على 647 حجرة داخل المبنى. يقع بين شارع مونكيبيرغ وشارع يونغفيرنشتيغ.

## تاريخ البناء
المبنى الحالي هو السادس. ليس هناك ما يعرف الكثير من المبنين الأولين. يرجح تشييد البناء الأول أثناء فترة تأسيس المدينة الحديثة حول كنيسة القديس نيقولا عام 1189. صمد المبنى الرابع، الذي يعود تاريخه إلى القرن الرابع عشر، مدة خمسة قرون وكان يمثل بذلك عظمة هامبورغ التي وصلت إليها في تلك الفترة. أتى حريق 5 مايو 1842 على معظم أجزاءه، في حريق استمر مدة 24 ساعة. قرر مجلس الحكومة آنذاك، التي كان بلا مأوى، تفجير ما تبقى من المبنى لمنع انتشار الحريق إلى أجزاء أخرى من المدينة. قرر المجلس البدء مباشرة في تشييد مبنى جديد للبلدية، وتم نقل مقر الحكومة لمكان مؤقت في وسط المدينة. بقي هذا المقر المؤقت للحكومة فترة 55 عاما، حتى بدء تشييد المبنى الحالي في 6 مايو 1892 وافتتاحه أخيرا في 26 أكتوبر 1897 في حفل شعبي كبير. بلغت مجمل تكاليف البناء 11 مليون مارك ذهبي. نجا البناء بأعجوبة من قصف الحلفاء لهامبورغ في الحرب العالمية الثانية.